# Saline megye (Kansas)
Saline megye az Amerikai Egyesült Államokban, azon belül Kansas államban található. Megyeszékhelye és legnagyobb városa Salina. Lakosainak száma 54 303 fő (2020. április 1.).

## Szomszédos megyék
- Ottawa megye
- McPherson megye
- Dickinson megye
- Marion megye
- Lincoln megye
- Ellsworth megye

## Népesség
A megye népességének változása:
| Lakosok száma | 55 750 | 55 698 | 55 815 | 55 740 | 55 691 | 54 303 |
|               | 2010   | 2011   | 2012   | 2013   | 2015   | 2020   |